# Jachna
Jachna – część wsi Śmiłowo w Polsce, położona w województwie wielkopolskim, w powiecie pilskim, w gminie Kaczory.
W latach 1975–1998 Jachna należała administracyjnie do województwa pilskiego.